# Dysdera gemina
Dysdera gemina este o specie de păianjeni din genul Dysdera, familia Dysderidae, descrisă de Deeleman-reinhold, 1988.
Este endemică în Israel. Conform Catalogue of Life specia Dysdera gemina nu are subspecii cunoscute.